# Игуманија Екатерина (Симовић)
Екатерина Симовић (Томашево код Бијелог Поља, 4. фебруар 1955 — Манастир Боан Кадића, 25. септембар 2018) била је православна монахиња и игуманија Манастира Боан Кадића.

## Биографија
Игуманија Екатерина (Симовић) рођена је 4. марта 1955. године у селу Томашеву код Бијелога Поља од честитих родитеља.
Основну школу завршила је у родном  месту а потом и вишу школу Политичких наука смјер Социјалне заштите у Сарајеву. Ступила је у Манастир Острог код Даниловграда, као искушеница 4. децембра 1995. године.
Замонашена је 4. децембра 1999. године у Острогу од стране митрополита црногорско-приморскога господина Амфилохија Радовића, добивши монашко име Екатерина.
Одлуком митрополита црногорско-приморскога господина Амфилохија постављена је 11. септембра 2016. године за игуманију Манастира Боан Кадића.
Упокојила се у Господу 25. септембра 2018. године. Сахрањена је 27. септембра у Манастиру Боан Кадића.